# 小黑毛肩長蝽
小黑毛肩長蝽（学名：Neolethaeus esakii）为長蝽科毛肩長蝽屬下的一个种。